# Río Beltrán
Río Beltrán är en ort i Mexiko.   Den ligger i kommunen Huehuetla och delstaten Hidalgo, i den sydöstra delen av landet, 170 km nordost om huvudstaden Mexico City. Río Beltrán ligger 301 meter över havet och antalet invånare är 313.
Terrängen runt Río Beltrán är huvudsakligen kuperad. Río Beltrán ligger nere i en dal. Runt Río Beltrán är det ganska tätbefolkat, med 52 invånare per kvadratkilometer. Närmaste större samhälle är Huehuetla, 12,6 km söder om Río Beltrán. I omgivningarna runt Río Beltrán växer i huvudsak städsegrön lövskog.